# Parapalystes cultrifer
Parapalystes cultrifer is een spinnensoort uit de familie van de jachtkrabspinnen (Sparassidae).
De wetenschappelijke naam van de soort werd in 1900 als Palystes cultrifer gepubliceerd door Reginald Innes Pocock.